# Batavus Prorace
El Tour de Frise fue una carrera ciclista holandesa disputada en Frisia. 
Fue creada en 2004 bajo el nombre de Noord Nederland Tour  en categoría 1.3. Desde la creación de los UCI Europe Tour en 2005 formó parte del UCI Europe Tour, dentro de la categoría 1.1. Después se le ha cambiado de nombre en dos ocasiones, llamándose Profronde van Friesland en 2007 y después Batavus Prorace en 2008. Su última edición fue en el 2010.

## Palmarés
| Año  | Ganador            | Segundo         | Tercero         |
| ---- | ------------------ | --------------- | --------------- |
| 2004 | 22 ciclistas       | N/A             | N/A             |
| 2005 | Stefan van Dijk    | Steven de Jongh | Marco Bos       |
| 2006 | Aart Vierhouten    | Mathew Hayman   | Roy Curvers     |
| 2007 | Maarten den Bakker | Roy Curvers     | Arne Hassink    |
| 2008 | Gert Steegmans     | Marcel Sieberg  | Stefan van Dijk |
| 2009 | Kenny van Hummel   | Maarten Neyens  | Bart Van Heule  |
| 2010 | Markus Eichler     | Bram Schmitz    | Wouter Mol      |

## Palmarés por países
| País         | Victorias |
| ------------ | --------- |
| Países Bajos | 4         |
| Bélgica      | 1         |
| Alemania     | 1         |